# Битхард
Битхард (њем. Bütthard) град је у њемачкој савезној држави Баварска. Једно је од 52 општинска средишта округа Вирцбург. Према процјени из 2010. у граду је живјело 1.291 становника. Посједује регионалну шифру (AGS) 9679122.

## Географски и демографски подаци
Битхард се налази у савезној држави Баварска у округу Вирцбург. Град се налази на надморској висини од 290 метара. Површина општине износи 36,3 km². У самом граду је, према процјени из 2010. године, живјело 1.291 становника. Просјечна густина становништва износи 36 становника/km².